# Frank Carstens
Frank Carstens (* 26. September 1971 in Rotenburg (Wümme)) ist ein ehemaliger deutscher Handballspieler und jetziger -trainer.

## Karriere
Carstens begann seine Karriere beim VfL Oldenburg, bevor er zum TV Grambke-Bremen wechselte. Sein dortiges neunjähriges Engagement war nur durch einen Wechsel nach Bad Salzuflen unterbrochen. Mit der Mannschaft aus dem Bremer Nordwesten in der 2. Bundesliga spielend, folgte er im Jahr 2000 einem Angebot des TSV GWD Minden in die Bundesliga. In der Spielzeit 2002/2003 beeinträchtigte ihn jedoch eine langwierige Verletzung. Wegen einer Ende Oktober 2002 diagnostizierten Thrombose in der Schulter musste er über einen Zeitraum von vier Monaten gerinnungshemmende Medikamente einnehmen. Seine sportliche Zukunft schien zunächst unsicher. Im Sommer 2003 hieß es dann zunächst, er würde in die Regionalliga zum ATSV Habenhausen – und damit zurück nach Bremen – wechseln; dieses Gerücht erwies sich jedoch als Falschmeldung. Stattdessen zog es ihn Ende April 2003 zum OHV Aurich. Zur Saison 2004/2005 gelang ihm mit dem Team der Aufstieg in die zweite Bundesliga. 2006 beendete Carstens seine aktive Karriere. Im selben Jahr nahm er mit der deutschen Beachhandball-Nationalmannschaft an der Beachhandball-Europameisterschaft teil, bei der Deutschland den vierten Platz belegte.
Er wechselte die Seiten und war in der Spielzeit 2006/2007 als Trainer für die Ostfriesen verantwortlich. Obwohl er für die Saisonendplatzierung auf dem vierten Tabellenrang mit verantwortlich war, trennte sich der Verein nach nur einem Jahr aus finanziellen Gründen von ihm. Carstens wurde daraufhin wenig später vom Zweitligisten TSV Hannover-Burgdorf verpflichtet. Im Januar 2009 erwarb er als Jahrgangsbester die Trainer-A-Lizenz des Deutschen Handballbundes. Wenige Monate später entschied die Mannschaft unter seiner sportlichen Leitung am 6. Juni 2009 das Rückspiel der Aufstiegs-Relegation gegen die TSG Friesenheim hauchdünn – lediglich auf Grund der Auswärtstorregel – für sich und qualifizierte sich somit für die erste Bundesliga. Am 30. Dezember gleichen Jahres wurde bekanntgegeben, dass Carstens – der in Burgdorf noch einen bis 2011 datierten Vertrag hatte – zum 1. Juli 2010 als Nachfolger von Michael Biegler zum Ligakonkurrenten SC Magdeburg wechsle. Dort war er bis Dezember 2013 tätig. Im Februar 2015 übernahm er das Traineramt des Bundesligisten GWD Minden. GWD Minden gab Anfang Februar 2023 bekannt, dass Carstens Vertrag nach acht Jahren zum Saisonende 2023 nicht verlängert wird. Ab der Saison 2023/24 trainierte er die HSG Wetzlar. Anfang Mai 2025 trennte sich der Verein von ihm.
Neben seiner Cheftrainertätigkeit beim SC Magdeburg übernahm Carstens zusätzlich ab September 2011 das Amt des Co-Trainers bei der deutschen Handballnationalmannschaft, welches er im Januar 2013 aus beruflichen und familiären Gründen niederlegte.

## Auszeichnungen/Erfolge
Als Spieler
- Bremer Sportler des Jahres: 1997
- Aufstieg in die zweite Bundesliga: 2004
- Deutscher Hochschulmeister mit der Universität Bremen 1998 und 1999

Als Trainer
- Aufstieg in die Bundesliga: 2009, 2016

## Privates
Er ist der Sohn von Jürgen Carstens, der Trainer unter anderem des Wilhelmshavener HV war. Während seiner Zeit in Bremen lernte Frank Carstens seine heutige Frau kennen. Mittlerweile hat das Ehepaar vier gemeinsame Kinder.